# Ірландська мовна рада
Ірландська мовна рада (ірл. Foras na Gaeilge; МФА: [ˈfˠɔɾˠəsˠ n̪əˠ ˈɡeːlʲɟə], часто скорочено FnaG) — державний орган, відповідальний за просування ірландської мови на всьому острові Ірландія, охоплюючи Республіку Ірландія та Північну Ірландію. Він був створений 2 грудня 1999 року, беручи на себе ролю ірландської мовної ради Bord na Gaeilge (включаючи розповсюджувача книг Áisíneacht Dáiliúchan Leabhar), видавця An Gúm та термінологічного комітету An Coiste Téarmaíochta, усі три з яких раніше були державними органами ірландського уряду. 

## Функції мовної ради
- Просування ірландської мови;
- Сприяння та заохочення її використання в мовленні та письмі, в публічному та приватному житті в Республіці Ірландія та, в контексті частини III Європейської хартії регіональних мов або мов меншин, у Північній Ірландії, де є відповідний попит;
- Консультування адміністрацій, державних органів та інших груп у приватному та добровільному секторах;
- Здійснення проєктів підтримки та, виділення коштів організаціям і групам, де це необхідно;
- Проведення досліджень, рекламних кампаній, а також підтримка зв’язків із громадськістю та ЗМІ;
- Розробка термінології та словників;
- Підтримка ірландської середньої освіти та викладання ірландської мови.

Рада міністрів Північного Півдня (NSMC) була створена в рамках Белфастівської / Страсноп'ятничної угоди (1998) для розвитку консультацій, співпраці та дій у межах острову Ірландія. Мовний орган (складається з двох агентств, а саме: Foras na Gaeilge та Tha Boord o Ulster-Scotch) був одним із шести органів імплементації виконання Північного Півдня, які були створені та працюють на загальноострівних засадах. Не маючи чіткої оперативної компетенції, усі вони працюють під загальним політичним керівництвом Ради міністрів Північного Півдня з чіткими лініями підзвітності Раді, Oireachtas та Асамблеї Північної Ірландії. 

## Зовнішні посилання
- Офіційний вебсайт [Архівовано 24 березня 2020 у Wayback Machine.] (ірл.)
- Офіційний вебсайт [Архівовано 12 лютого 2020 у Wayback Machine.] (англ.)